# 貞德王后
貞德王后柳氏（？—？），貞州人，父親是贈侍中柳德英。她是高麗太祖王建之夫人，生下四子三女。去世後諡號為貞德王后。

## 子女
- 王位君
- 仁愛君
- 元莊太子，配興芳宮主。
- 助伊君
- 文惠王后，適文元大王王貞。
- 宣義王后，適高麗戴宗王旭。
- 公主，封號不詳，適義城府院大君。